# Glyder Fawr
Glyder Fawr ist mit 999 m bzw. 1001 m der höchste Gipfel der Glyderau-Gebirgskette, der dritthöchste Marilyn (nach dem 1085 m hohen Snowdon und dem 1064 m hohen Carnedd Llewelyn) sowie der fünfthöchste Hewitt sowohl in Wales als auch im Eryri-Nationalpark.

## Lage und Umgebung
Der Glyder Fawr befindet sich im Snowdonia-Nationalpark im äußersten Nordwesten von Wales in der dortigen Grafschaft Gwynedd. In der Umgebung existieren mehrere kleine Seen. Die nächste Stadt ist Bangor.

## Routen zum Gipfel
Es existieren viele verschiedene und unterschiedlich schwierige Routen zum Gipfel. Beliebt sind außerdem Touren, die nicht nur den Glyder Fawr, sondern auch die Nachbargipfel einschließen.
Eine große Schwierigkeit stellen die unbeschriebenen und teils undeutlichen Wege dar, die man bei schlechtem Wetter (z. B. Nebel, Schnee) leicht aus den Augen verlieren kann. Zur Not bieten künstlich aufgeschüttete Steinhaufen eine Orientierungshilfe bis zur Devil's Kitchen.

## Nachbargipfel
Benachbarte Gipfel sind der Tryfan (918 m) im Nordosten, der Glyder Fach (994 m) im Osten und der Y Garn (947 m) im Nordwesten, die ebenfalls eine schöne Aussicht garantieren.